# Charmallaspis smithiana
Charmallaspis smithiana är en skalbaggsart som först beskrevs av White 1850.  Charmallaspis smithiana ingår i släktet Charmallaspis och familjen långhorningar. Inga underarter finns listade i Catalogue of Life.